# Marcel Cordier
Une erreur dans la biographie de Marcel Cordier: sa fille, Jacqueline, ma mère, est née à Moscou le 2 décembre 1931 et non 1930
Pour les articles homonymes, voir Cordier (homonymie).
 (novembre 2017).
Si vous disposez d'ouvrages ou d'articles de référence ou si vous connaissez des sites web de qualité traitant du thème abordé ici, merci de compléter l'article en donnant les références utiles à sa vérifiabilité et en les liant à la section « Notes et références ».
Marcel Cordier, né le 2 octobre 1896 à Épernay et mort le 17 mai 1976 à Montfermeil, est un homme politique français, élu au Comité directeur du Parti communiste français en 1922.

## Biographie
(octobre 2012).
- 1909-1914 : il est ouvrier coiffeur.
- 1914-1915 : il est envoyé en première ligne à l'Est.
- 1916 : il est envoyé en Suisse comme grand blessé.
- 1917 : résident libre à Genève, il y travaille comme coiffeur jusqu'en juillet, puis est rapatrié en France, où il reprend son activité d'ouvrier coiffeur.
- 1919 : il est élu au conseil syndical de sa corporation, où il est le seul minoritaire en opposition à la direction confédérale de la CGT. Par ailleurs, il fait partie du Comité central du premier parti communiste, fondé par Raymond Péricat. En mai, en accord avec le groupe de ce dernier, il adhère au PS pour tenter d'y constituer un parti communiste.
- 1920 : d'autres opposants à la direction confédérale de la CGT le rejoignent et il est élu secrétaire du syndicat et délégué au congrès de la Fédération des coiffeurs.
- 1921 : il fait passer la Fédération aux mains des syndicalistes révolutionnaires. Devenu secrétaire fédéral, il est délégué au Congrès international des ouvriers coiffeurs, qui se tient en Tchécoslovaquie, puis au II e congrès de l'Internationale syndicale rouge (ISR).
- 1922 : la Fédération des coiffeurs adhère à la CGTU. Il devient demi-permanent et organise, dans la Fédération, une association sportive. Cordier, durant ces années, appartient à la fraction de gauche du PC. Il est élu au Comité directeur du PC sur proposition de l'Internationale communiste (IC).
- 1923 : il devient responsable de la commission syndicale centrale du PC. Par ailleurs, le PC le charge de constituer la section française du Secours rouge international (SRI).
- 1924 : lors du deuxième congrès de sa Fédération CGTU, il devient secrétaire général. Un peu plus tôt, au congrès de Lyon du PC, il avait été réélu au Comité directeur.
- 1925 : il devient administrateur d'une coopératives d'ouvriers coiffeurs. En mars, il se rend à Berlin, en Allemagne, pour assister au congrès international des ouvriers coiffeurs. Cette année-là, le congrès du PC ne l'a pas reconduit au Comité central (nouvelle appellation du Comité directeur). En mai, il devient, également, gérant du journal Secours Rouge et assiste au congrès du SRI, à Moscou.
- 1926 : le congrès de sa Fédération syndicale le reconduit au secrétariat général.
- 1927 : il est chargé de l'organisation du Comité du 10e anniversaire de la Révolution russe. En mars, il se rend à Moscou pour le congrès du SRI.
- 1929 : à la veille de la journée de lutte du 1er août, son domicile est perquisitionné. Cette année-là, il devient membre du Comité central de la Ligue anti-impérialiste.
- 1930 : il est coopté au Comité central du PC. En décembre, sa fille, Jacqueline, nait à Moscou.
- 1931 : devenu secrétaire à l'Exécutif du SRI, à Moscou, il y est rejoint par son épouse.
- 1933 : il devient secrétaire international de la Fédération des ouvriers coiffeurs. Par ailleurs, il est désigné par le PC pour aller à Moscou comme secrétaire de l'Exécutif du SRI. Il milite, également, au Comité national de lutte contre la guerre et le fascisme. À ce moment, il réside à Paris, rue de l'Adjudant Réau.
- 1934 : il est arrêté en France, où il est de retour, pour violence et vol, sur plainte d'un trafiquant d'armes allemand.
- 1935 : il se rend à Zurich, en Suisse, pour une réunion internationale du SRI.
- 1938 : il est présent à Moscou et arrêté par les autorités russes pour espionnage. Le PC français l'exclut.
- 1939 : il est libéré et rentre à Paris.
- 1940 : il assiste aux réunions du groupe d'Union populaire française formé par des députés en désaccord avec la politique du PCF.

Pendant la guerre il cesse toute fonction - après la guerre il vit auprès de sa nouvelle compagne qui a deux enfants en bas âges. Il les élève avec amour et dévouement.
Il meurt le 17 mai 1976 pendant son transfert vers l'hôpital de Montfermeil. Son urne repose au columbarium du cimetière de Champs-sur-Marne.

## Source
- Jean Maitron et Claude Pennetier, Dictionnaire biographique du mouvement ouvrier français, Paris, Editions ouvrières, 1964 (ISBN 978-2-7082-2424-7).